# Melicharovo vlastivědné muzeum
Melicharovo vlastivědné muzeum v Unhošti se nachází v budově bývalé radnice (č.p. 1) v centru města, jeho ředitelem je Mgr. Marian Krucký.

## Historie
Muzeum nese název po zdejším učiteli Františku Melicharovi (1842–1925), který ve škole uložil část sbírky, kterou v okolí Unhoště posbíral pro Národopisnou výstavu českoslovanskou v Praze v roce 1895. V roce 1912 město vyčlenilo v budově radnice čp. 1 jednu místnost pro jejich vystavení.

## Sbírky
Sbírkové fondy jsou tvořeny převážně archeologickými nálezy z Unhoště a přilehlého regionu, cechovními památkami a předměty k dějinám řemesel, dějinám literatury a divadla, sbírkou obrazů regionálních umělců nebo dokumenty k dějinám města. V rámci jeho činnosti se také zaměřuje na regionální výzkum bývalého okresu Unhošť.

## Další činnost
V přízemí se konají příležitostné výstavy a v sále v prvním patře je umístěná malá vlastivědná expozice, kde rovněž probíhají besedy a přednášky. V infocentru, které je taktéž umístěno v budově muzea je možné si např. zakoupit vlastivědný časopis Listy z Unhošťska, který muzeum vydává od roku 1990.